# Международный астрономический центр имени Онидзуки
Международный астрономический центр имени Онидзуки, также известный как Hale Pōhaku (с гав. — «каменный дом») — комплекс вспомогательных построек для телескопов и других приборов, входящий в состав обсерватории Мауна-Кеа, расположенной южном склоне потухшего вулкана Мауна-Кеа на острове Гавайи на высоте 2800 метров. 

## История
В 1930-х на южном склоне вулкана Мауна-Кеа гражданским корпусом охраны окружающей среды были построены несколько простых хижин. Место возведения этих построек получило название Hale Pōhaku. В 1964 году под руководством губернатора Джона Бёрнса была грунтовая дорога к вершине горы и построен небольшой 32-сантиметровый телескоп. В результате тестов этого телескопа было установлено, что вершина Мауна-Кеа могла бы стать прекрасным местом для астрономической обсерватории. В 1970-х годах район Hale Pōhaku использовался в качестве строительного лагеря для постройки обсерваторий. В 1975 году была реконструирована дорога. В 1983 году был сооружён комплекс капитальных построек, получивший название «объект средней высоты» (англ. Mid-Level Facility). Комплексу было присвоено имя родившегося на Гавайях астронавта Элисона Онидзуки, погибшего при крушении шаттла «Челленджер» в 1986 году.
Центр состоит из общежития, рассчитанного на 72 человека, главного корпуса, в котором расположены зоны общего пользования, такие как кафетерий, прачечная, общий зал. Астрономы и техники как правило проводят в Hale Pōhaku до 24 часов, чтобы приспособиться к высотным условиям прежде чем подниматься на вершину на высоту почти 4300 метров. Широкая публика не имеет доступа к помещениям центра. Центром управляет астрономический институт Гавайского университета.
Суровые условия в обсерватории делают необходимым её постоянное обслуживание техниками и строителями, которые становятся там почти постоянными жителями. Первоначально любому астроному, желающему использовать обсерваторию, приходилось оставаться в центре, чтобы физически присутствовать при использовании телескопов. Хотя ознакомительное посещение вершины исследователями, впервые использующими обсерватории, продолжает приветствоваться и сейчас, большинство наблюдений теперь могут быть выполнены через Интернет. Часто работа выполняется в командах, причём некоторые исследователи находятся на вершине, а другие соединены с ними посредством телеконференции и находятся в Hale Pōhaku, Гавайском университете в Хило, Гавайском университете в Маноа или в собственном офисе. Так, например, в 2002 году в обсерватории Кека 90 % наблюдений велись удалённо, в том числе с принадлежащего обсерватории объекта в Ваимеа, на плато к северу от горы, а автоматика позволяла управлять наблюдениями из Калифорнии.

## Посетители
Ниже опорного пункта находится информационная станция для посетителей (англ. Visitor Information Station), которая имеет собственную парковку для посетителей. На станции размещены информационные экраны, показывающие видео, описывающие историю и работу обсерваторий, а также геологию, экологию и культурное значение Мауна-Кеа. Каждый вечер производится наблюдение звёзд в несколько небольших телескопов (до 40 сантиметров в диаметре), установленных снаружи здания станции. Посетилелям демонстрируют различные планеты, звёздные скопления, галактики, туманности и другие вызывающие интерес небесные объекты. Сотрудники станции и волонтёры обычно устраивают экскурсию по звёздам и созвездиям, используя небольшой лазер, чтобы указать на них. Астрономы-любители часто приезжают в это место со своими собственными телескопами, поскольку высота в этом месте уже достаточно большая для того, чтобы положительно влиять на качество наблюдений, делая его гораздо выше, чем на более низких высотах.
Центр Онидзуки находится в конце асфальтированной дороги является самой дальней точкой, до которой можно доехать на обычной машине, направляясь к вершине. Посетителям, желающим продолжить движение по крутой и запутанной гравийной дороге настоятельно рекомендуют приезжать на полноприводных машинах c находящимися в хорошем состоянии тормозами. Поскольку условия могут быстро изменяться, посетителям рекомендуется получать актуальную информацию перед тем как проехать информационную станцию. Намеревающимся посетить вершину также настоятельно рекомендуется провести как минимум полчаса, а лучше 3—4 часа на средней высоте для того чтобы адаптироваться к подъёму на большую высоту и снизить возможность подвергнуться действию высотной болезни.
Ещё ниже станции для посетителей находится лагерь строителей. Эти три объекта отделены друг от друга потому что учёные в основном работают на вершине в ночные часы и нуждаются во сне в дневное время, в то время как строительство и туризм проводятся в дневные часы.

## Связанные места
Обсерватория Кека на вершине имеет зал для посетителей, обычно открытый с 10 утра до 4 дня по будням. На телескоп Субару могут быть заказаны бесплатные экскурсии на его сайте. В остальном же разрешение находиться внутри помещений обсерватории имеет только персонал обсерватории и посещающие её учёные. Ежедневно организовываются коммерческие экскурсии от центра до вершины, от утренних сумерек перед рассветом солнца до того, как обсерватория закроется для посетителей после заката. Другие рекреационные центры, такие как государственная зона отдыха Мауна-Кеа и тропа Мауна-Кеа (англ.), которая ведёт от информационной станции через заповедник ледникового периода Мауна-Кеа к вершине. Небольшой музей, посвящённый Онидзаки, который планировалось закрыть в 2016 году, размещён в международном аэропорту Кона. Гавайский астрономический центр Имилоа в Хило имеет больший музей и планетарий, более доступный для посетителей.